# Kabofferij
Kabofferij of Kombofferij was een afgelegen gehucht aan het Afwateringskanaal bij Dallingeweer (Termunten), ten noordwesten van de Johannes Kerkhovenpolder in de Nederlandse provincie Groningen. 
Het buurtje Kombofferij wordt voor het eerst genoemd op een kaart uit 1818. Het bestond uit een aantal landarbeiderswoningen langs de Dollarddijk. Het werd omstreeks 1830 doorsneden door het nieuwe Afwateringskanaal van de Finsterwolderpolder,w aardoor het geïsoleerd kwam te liggen. Tot de aanleg van de Johannes Kerkhovenpolder in 1876 lag het gehucht aan zee, ver weg van de bewoonde wereld.
Het woord kombof betekent stookhut of 'vervallen huis'. maar kan ook samenhangen met de naam van een bewoner. In 1788 was er sprake van de weduwe Klaas Jans Kerbof te Termunten, daarna van de zoon Jan Klaasen Kerbof bij de Dollarddijk; ook in 1861 woonde er nog een lid van de familie Kerbof. Een andere tak van de familie noemde zich Kabof.
Volgens de volkstelling van 1930 stonden er 10 huizen en woonden er 48 mensen.
In 1928 werd er nog geklaagd over de slechte toestand van de weg naar het gehucht. In 1954 moesten de laatste bewoners verhuizen en werd het gehucht gesloopt. Rond 1980 werd op de westoever van het kanaal een bos aangelegd. De oostelijke oever is nog altijd herkenbaar aan een lage strook buitendijks van de Dallingeweersterdijk.
Groningen: Steden en dorpen      Nederland: Provincies · Gemeenten